# Thalassodes byrsopis
Thalassodes byrsopis là một loài bướm đêm trong họ Geometridae.